# Ernst Öpik
Ernst Öpik (estonià: Ernst Julius Öpik)  (Kunda, 22 d'octubre de 1893 - Bangor, 10 de setembre de 1985) va ser un astrònom i astrofísic estonià. Va treballar durant gran part de la seva vida (1948-1981) en l'Armagh Observatory d'Irlanda del Nord.
Öpik va estudiar en la Universitat de Moscou, i es va especialitzar en l'estudi de cossos celestes distants, com asteroides, cometes, i meteoroides. Va completar el seu doctorat en la Universitat de Tartu. El 1922 va predir que a Mart hi hauria una gran quantitat de cràters molt abans que es comprovés mitjançant sondes espacials. El 1932 va postular una teoria sobre els orígens dels cometes en el nostre sistema solar. Ell creia que aquests cometes orbitaven en un núvol que es trobava més enllà de l'òrbita de Plutó. Aquest núvol es coneixeria més tard com la núvol d'Oort. També va inventar la rocking camera, que permet determinar la velocitat a la qual entren els meteors en l'atmosfera. Va ser el primer a calcular la densitat d'una nana blanca (40 Eri B) el 1915, i a determinar la distància exacta d'un objecte intergalàctic (Andròmeda), el 1922. El 1944, Öpik va deixar el seu país natal a causa de la por de la imminent entrada de l'exèrcit roig a Estònia. Va viure a Alemanya com a refugiat, i va exercir com a rector a la Universitat del Bàltic per a refugiats. El 1948, l'Armagh Observatory li va oferir un lloc de treball que Ernst no va dubtar a acceptar. També va plantejar la Teoria de l'Univers Polsant.
El 1975 va rebre la Medalla d'or de la Reial Societat Astronòmica, el 1976 li va ser concedida la Medalla Bruce, i el 1960 se li va atorgar la Medalla J. Lawrence Smith. L'asteroide (2099) Öpik va ser nomenat en el seu honor.